# CCTV-5
 (mars 2024).
Si vous disposez d'ouvrages ou d'articles de référence ou si vous connaissez des sites web de qualité traitant du thème abordé ici, merci de compléter l'article en donnant les références utiles à sa vérifiabilité et en les liant à la section « Notes et références ».
CCTV-5 est la cinquième chaîne de télévision nationale de la République populaire de Chine. Elle appartient au réseau de la Télévision centrale de Chine (en mandarin 中国中央电视台, en anglais CCTV pour China Central Television ), une société dépendante du Conseil d'État de la République populaire de Chine, l'une des principales instances gouvernementales du pays.
Lancée le 1er janvier 1995, il s'agit d'une chaîne thématique consacrée au sport. Elle retransmet différentes compétitions : football (notamment les matchs des championnats européens : Série A, Liga, Bundesliga), basketball (NBA et championnat chinois), tennis de table ou encore volley-ball. La chaîne diffuse également les Jeux asiatiques et les Jeux olympiques. Elle fut provisoirement rebaptisée « CCTV - La Chaîne Olympique » pendant la durée des olympiades de Pékin.
C'est également la chaine qui a diffusé les émissions Intervilles Juniors 2009, émissions filmées sur le site du Snow Hall d'Amnéville-les-Thermes (Moselle).